# ルーマニア学士院
ルーマニア学士院（ルーマニア語: Academia Română [akadeˈmi.a roˈmɨnə] アカデミア・ロムナ、英語: Romanian Academy）は、ルーマニアのアカデミー。所在地はブカレスト・ヴィクトリエイ通り。

## 概要
1866年4月1日、ルーマニア語文学、ルーマニア政治の指導者であるC・A・ロセッティ（コンスタンティン・アレクサンドル・ロセッティ）によりルーマニア文学協会（Societatea Literară Română）として設立された。
1867年、ルーマニア学術協会（Societatea Academică Romînă）に改名。1879年、国王カロル1世の在位時にルーマニア学士院（Academia Română）と改名された。
ルーマニア学士院の主な活動目的は以下である。
- ルーマニア語とルーマニア文学の発展。
- ルーマニアのナショナル・ヒストリーの研究。
- 科学研究。
- 最も権威的なルーマニア語辞書「Dicționarul explicativ al limbii române」、通称「DEX」の編纂、出版、ほかルーマニア文学やルーマニア史に関する書籍、論文の出版。